# Philippe Anziani
Pour les articles homonymes, voir Anziani.
Philippe Anziani, né le 21 septembre 1961 à Bône (auj. Annaba) (Algérie),,, est un footballeur international français, devenu entraîneur.
Attaquant, il dispute entre 1978 et 1994, 486 matchs en Division 1, ce qui lui vaut d’apparaître parmi les joueurs ayant joué le plus grand nombre de matchs du championnat de France.

## Biographie
Philippe Anziani joue principalement en faveur du FC Sochaux, de l'AS Monaco, du FC Nantes et du SC Toulon. Il dispute son premier match en Division 1 le 14 février 1979 lors de la rencontre Strasbourg-Sochaux (2-1). En 1985 il remporte avec l'AS Monaco la Coupe de France. En 1989, il est suspendu trois matchs pour dopage après avoir avalé du Di-Antalvic, un médicament commun contre la douleur. Au total, son nombre de matchs en Ligue 1 s'élève à 486 et son nombre de buts marqués à 99. 
Il dispute son premier match avec l'équipe de France le 15 mai 1981, lors d'une rencontre contre le Brésil (1-3), à seulement 19 ans et 8 mois. Au total, il est sélectionné à 5 reprises en équipe de France, inscrivant un but.
Il entame par la suite une carrière de formateur au sein des clubs professionnels. En mars 2002, après deux sessions de stage et une semaine d'examens, il est admis au certificat de formateur de football (CFF). À trois reprises il est nommé à la tête d'équipes professionnelles après en avoir été adjoint, au FC Sochaux en 1998-1999, au SC Bastia en 2009, et au FC Nantes en 2011, mais ces expériences ne durent pas.
En janvier 2014, il est nommé directeur technique du Fath Union Sport de Rabat.
Il est nommé entraîneur de l'équipe réserve de l'Olympique de Marseille en juillet 2019.
Le 2 février 2021, à la suite de la mise à pied d'André Villas-Boas, Anziani est nommé entraîneur par intérim de l'Olympique de Marseille aux côtés de Nasser Larguet.

## Carrière de joueur

### En club
- 1977-1978 :  CS Meaux
- 1978-1984 :  FC Sochaux
- 1984-1986 :  AS Monaco
- 1986-1988 :  FC Nantes
- 1988-1989 :  RC Paris
- 1989-1993 :  SC Toulon
- 1993-1994 :  FC Martigues
- 1994-1996 :  Gazélec Ajaccio

## Carrière d'entraîneur
- 1997 - octobre 1998 :  FC Sochaux (adjoint)

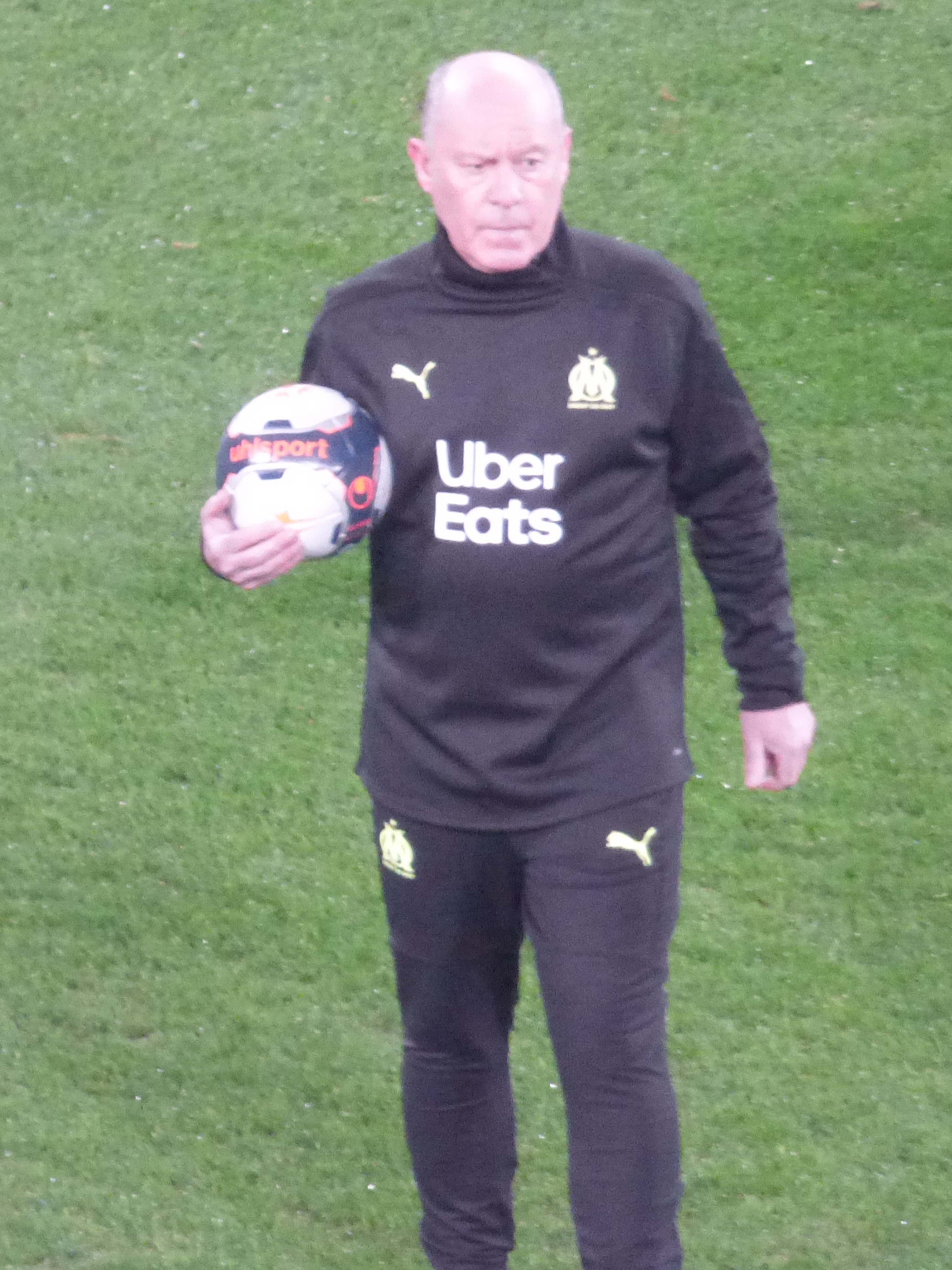
Philippe Anziani dirige l'entraînement d'avant-match de l'Olympique de Marseille contre le RC Lens le 3 février 2021

- Octobre 1998 - septembre 1999 : FC Sochaux
- 2000 - 2001 :  FC Sochaux (entraîneur des 15 ans nationaux)
- 2001 - 2002 :  FC Sochaux (entraîneur des 16 ans nationaux)
- 2006 - 2009 :  SC Bastia (entraîneur adjoint + centre de formation)
- juillet 2009 - novembre 2009 :  SC Bastia
- 2010 - mars 2011 :  FC Nantes (adjoint)[11]
- mars 2011 - juin 2011:  FC Nantes
- juillet 2019 - 2021 :  Olympique de Marseille (entraîneur de l'équipe réserve)
- février 2021 : Entraineur par intérim de l'Olympique de Marseille[12]
- depuis juillet 2021 : équipe des moins de 15 ans de l'Olympique de Marseille[13].

## Palmarès

### En club
- Vainqueur de la Coupe de France en 1985 avec l'AS Monaco
- Vainqueur du Trophée des Champions en 1985 avec l'AS Monaco
- Vice-champion de France en 1980 avec le FC Sochaux
- Demi-finaliste de la Coupe de l'UEFA en 1981 avec le FC Sochaux

### En sélection
- 5 sélections et 1 but en équipe de France entre 1981 et 1987
- 14 sélections en équipe de France Espoirs

## Statistiques
- 486 matchs et 99 buts en Division 1
- 2 matchs en Coupe d'Europe des Vainqueurs de Coupe
- 15 matchs et 3 buts en Coupe de l'UEFA